# NGC 6118
NGC 6118 (również PGC 57924 lub UGC 10350) – galaktyka spiralna (Sc), znajdująca się w gwiazdozbiorze Węża w odległości 80 milionów lat świetlnych. Została odkryta 14 kwietnia 1785 roku przez Williama Herschela.
W galaktyce NGC 6118 zaobserwowano supernową SN 2004dk.

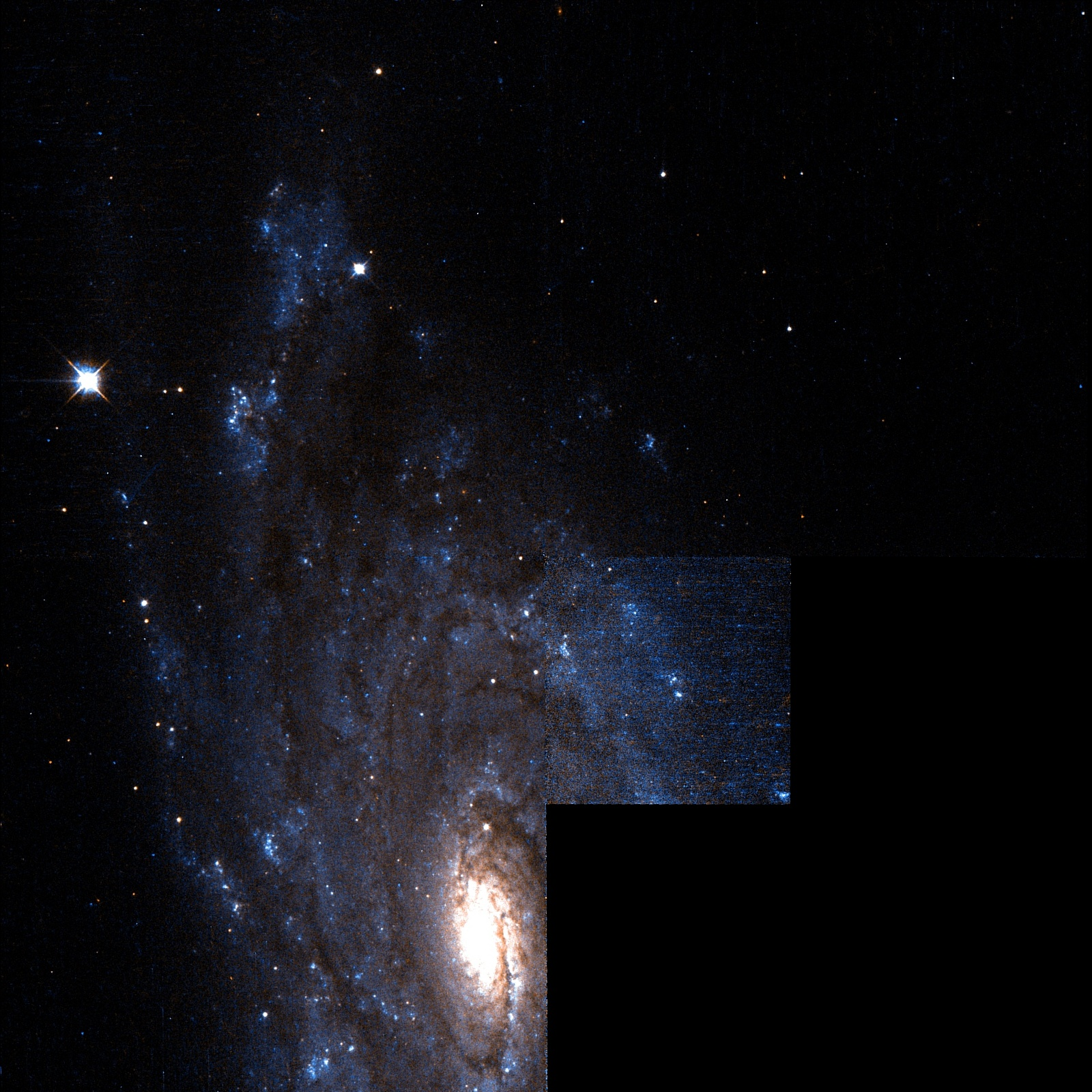
Zbliżenie galaktyki na zdjęciu z Teleskopu Hubble’a